# Eunicella
Eunicella är ett släkte av koralldjur. Eunicella ingår i familjen Gorgoniidae.

## Bildgalleri

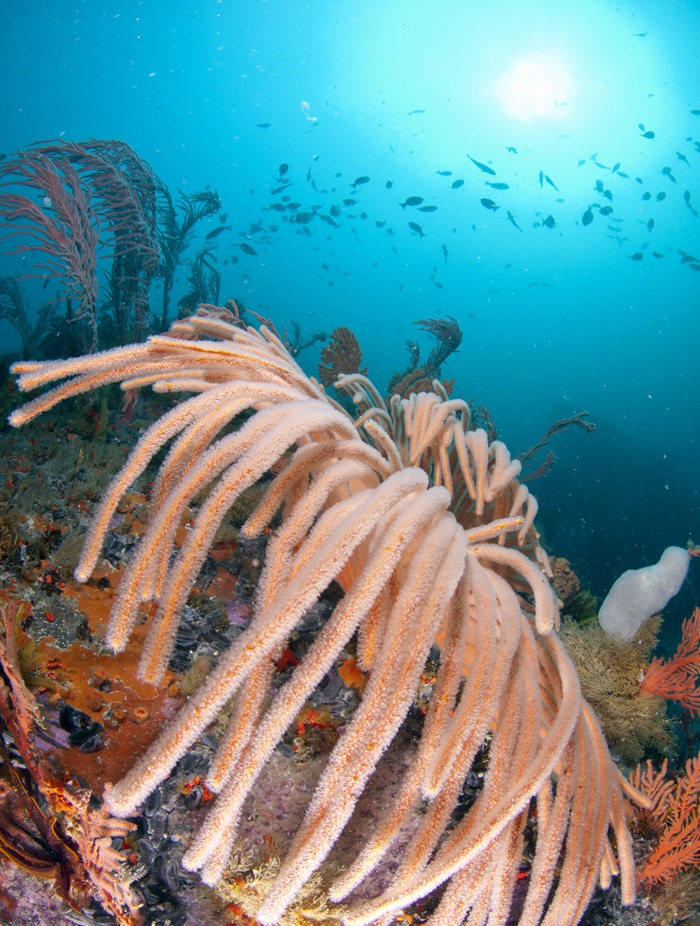
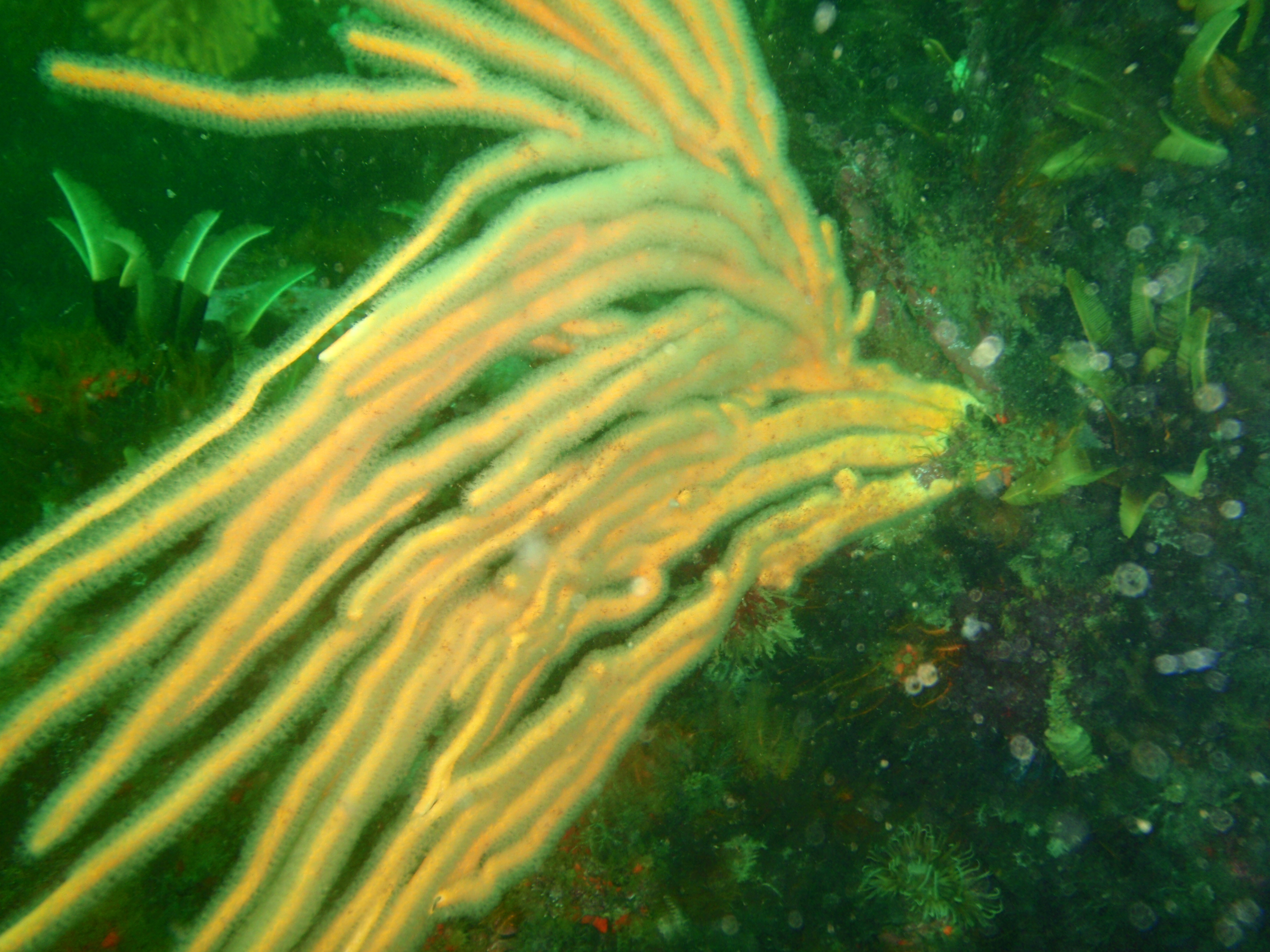
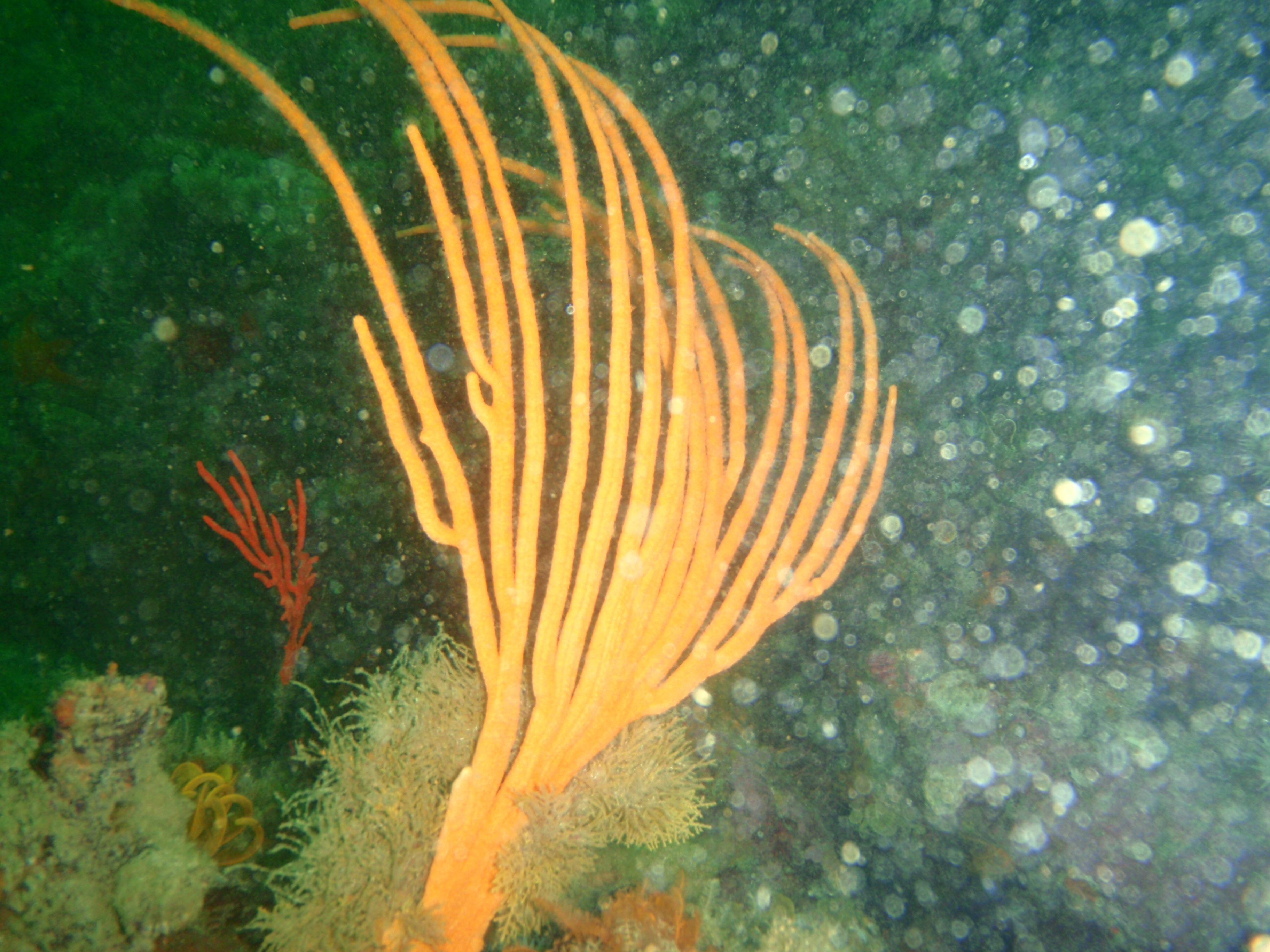
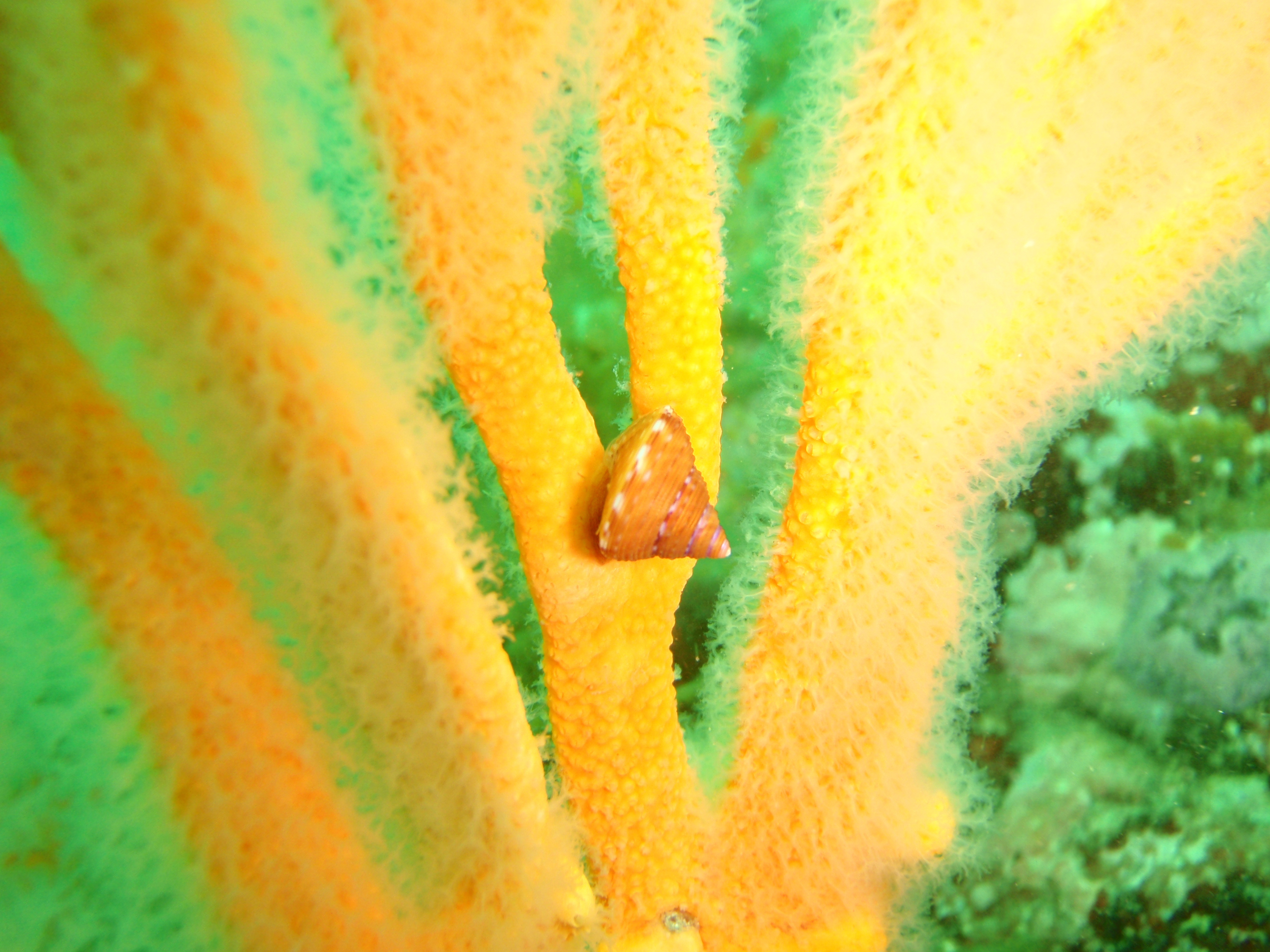
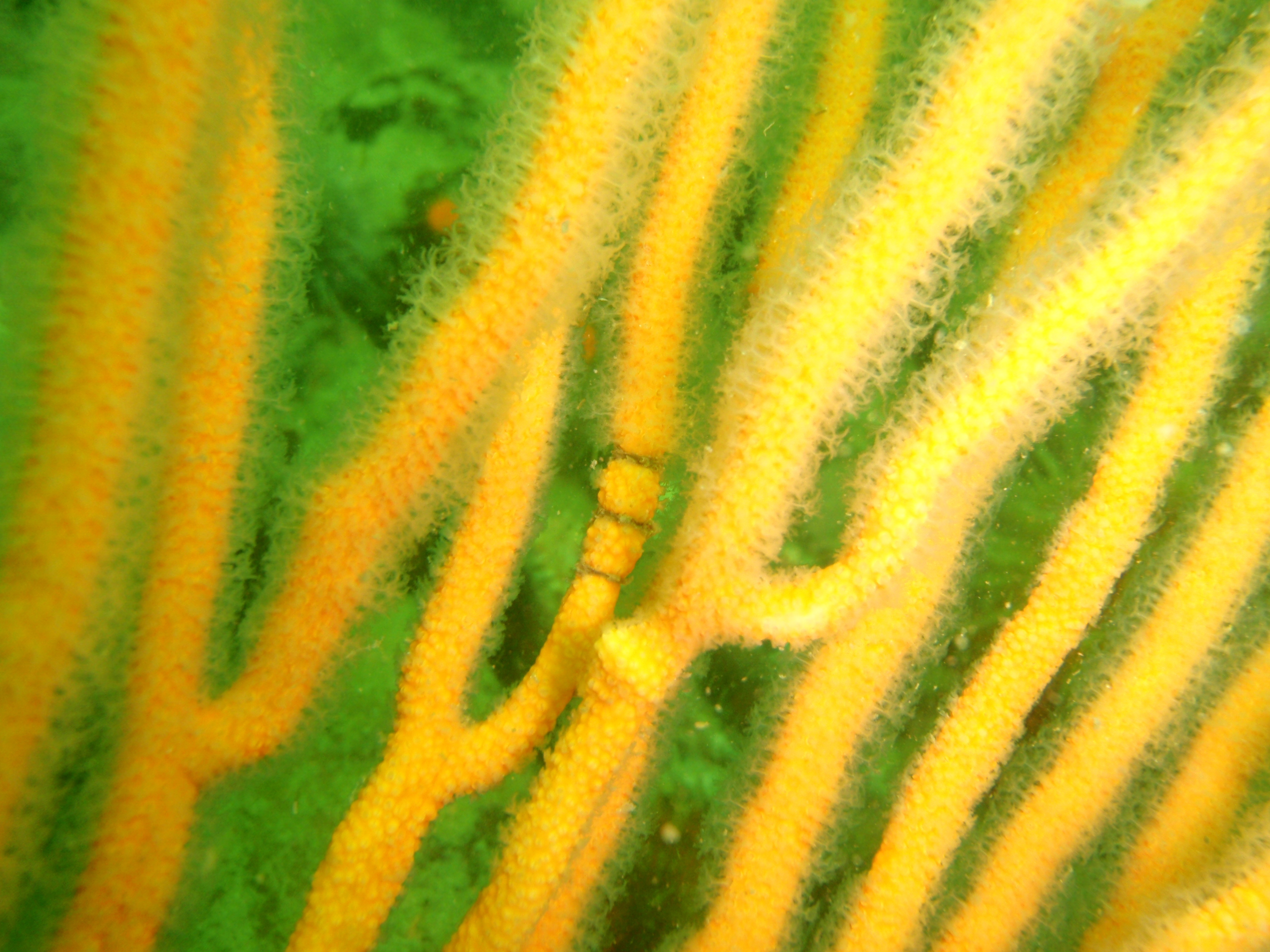
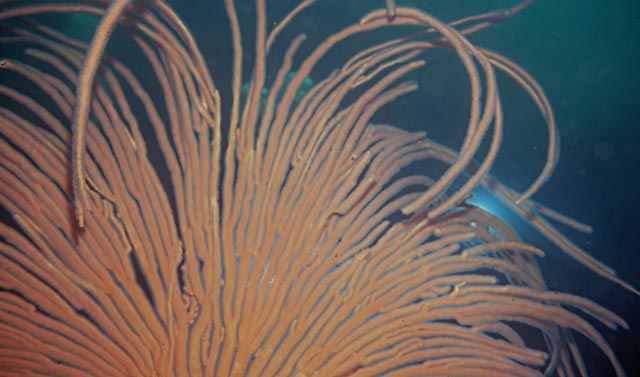

## Dottertaxa tillEunicella, i alfabetisk ordning[1]
- Eunicella alba
- Eunicella albatrossi
- Eunicella albicans
- Eunicella cavolini
- Eunicella ctenocelloides
- Eunicella dawydoffi
- Eunicella densa
- Eunicella dubia
- Eunicella filifica
- Eunicella filiformis
- Eunicella filum
- Eunicella furcata
- Eunicella gazella
- Eunicella germaini
- Eunicella gracilis
- Eunicella granulata
- Eunicella hendersoni
- Eunicella kochi
- Eunicella labiata
- Eunicella lata
- Eunicella modesta
- Eunicella multituberculata
- Eunicella palma
- Eunicella papillifera
- Eunicella papillosa
- Eunicella pendula
- Eunicella pergamentacea
- Eunicella pillsbury
- Eunicella pustulosa
- Eunicella rigida
- Eunicella singularis
- Eunicella tenuis
- Eunicella verrucosa